# Oxyopes stephanurus
Oxyopes stephanurus là một loài nhện trong họ Oxyopidae.
Loài này thuộc chi Oxyopes. Oxyopes stephanurus được Cândido Firmino de Mello-Leitão miêu tả năm 1929.